# Malcolm Finlayson
Malcolm John Finlayson (* 14. Juni 1930 in Alexandria; † 26. November 2014 in Dudley) war ein schottischer Fußballtorhüter. Er war Stammspieler der Wolverhampton Wanderers, die in den Spielzeiten 1957/58 und 1958/59 zwei englische Meisterschaften in Serie und 1960 den FA Cup gewannen.

## Sportlicher Werdegang
Finlayson begann seine Karriere in Schottland beim FC Renfrew, bevor er es ihn im Februar 1948 in den Süden in die englische Hauptstadt zog. Dort absolvierte er beim FC Millwall ein Probetraining, wobei dazu eine Partie unter Ausschluss der Öffentlichkeit gegen Charlton Athletic arrangiert wurde. Sofort wusste er zu überzeugen und nur 16 Tage nach diesem Test stand der 17-Jährige gegen West Bromwich Albion (1:1) zum ersten Mal zwischen der Pfosten des damaligen Zweitligisten. Mit gut 1,85 Meter besaß er zu diesem Zeitpunkt bereits eine ideale Torhüterstatur und schnell entwickelte er sich zur ersten Wahl bei Millwall. Er war in der Regel Stammkeeper, wenngleich er längere Abwesenheitszeiten aufgrund seines Wehrdiensts hatte. Bei den eigenen Anhängern hatte er spätestens im April 1948 einen Heldenstatus, als er sich gegen den FC Walsall in der 20. Minute verletzte, nach einem Krankenhausbesuch in der zweiten Halbzeit zurückkehrte und die Mannschaft anschließend den 1:3-Zwischenstand in ein 6:5 umdrehte. Seine guten Leistungen weckten das Interesse von renommierten Erstligavereinen und da Millwall ab Mitte 1949 nur noch drittklassig spielte, überraschte sein Wechsel im August 1956 zu den Wolverhampton Wanderers für 3.000 Pfund wenig.
Bei den „Wolves“ war Finlayson zunächst Ersatzmann hinter Bert Williams, bevor er in der Saison 1957/58 „die neue Nummer 1“ im Verein wurde. Mit einer agilen und mutigen Spielweise sowie den lautstarken Kommandos war er ein sicherer Rückhalt im erfolgreichen Team, das 1958 und 1959 zwei englische Meisterschaften und im Jahr darauf den FA Cup gewann. Insgesamt absolvierte er 203 Pflichtspiele bis zu seinem Rücktritt im Mai 1964 und die Fachwelt war wiederholt verwundert darüber, dass er in der schottischen Nationalmannschaft völlig unberücksichtigt blieb, zumal auf der Torhüterposition in den 1950ern und 1960ern gelegentlich ein Problem ausgemacht wurde und die Verantwortlichen sich nur aus der heimischen Liga bedienten.
Nach dem Ende der aktiven Karriere arbeitete Finlayson nicht weniger erfolgreich als Geschäftsmann bei R & F Stockholders in Kingswinford. Im Jahr 1982 übernahm er bei den Wolverhampton Wanderers die Vizepräsidentschaft, die jedoch nur kurze Zeit bis zur Übernahme der Bhatti-Brüder andauerte. Danach stand er dem Klub viele Jahre als Vorsitzender der Ex-Spieler-Vereinigung zur Verfügung. Nach kurzer Krankheit verstarb er Ende November 2014 in Dudley.

## Titel/Auszeichnungen
- Englische Meisterschaft (2): 1958, 1959
- Englischer Pokal (1): 1960
- FA Charity Shield (1): 1959